# Cristo e a Acusada de Adultério
Jesus e a Acusada de Adultério é uma pintura a óleo sobre madeira em grisaille (quase monocromática) de 1565 do mestre flamengo da Renascença Pieter Bruegel, em que representa o tema evangélico de Jesus e a mulher acusada de adultério.
O episódio evangélico desafia a hipocrisia bem como demonstra as virtudes da misericórdia.
A obra está assinada e datada, "BRVEGEL MD.LXV", estando actualmente exposta na Instituto Courtauld de Londres.

## Descrição
Segundo o Evangelho de João (João 7:53 até João 8:1–11), Jesus encontra uma mulher que foi trazida perante os Fariseus e os escribas, para ser julgada por ter sido surpreendida em ato de adultério. Tal crime era punido pela lei judaica com a morte por apedrejamento.
Trata-se de um episódio muito conhecido e polémico, pois não sendo dissonante do restante texto, a maioria dos académicos  considera que a passagem não fez parte do texto original do evangelho de João. Por outro lado, alguns exegetas identificam a mulher adúltera como sendo Maria Madalena, embora não haja base evangélica para confirmar esta identificação.
Na cena que foi tratada por muitos artistas, Bruegel coloca Jesus semi-ajoelhado no chão aos pés da mulher a escrever (em flamengo)ː DIE SONDER SONDE IS / DIE (o princípio deː Aquele que dentre vós está sem pecado, seja o primeiro que lhe atire uma pedra). Algumas pedras que ainda não foram atiradas estão no chão à esquerda  da mulher.
No quadro de Bruegel, a mulher é uma das poucas figuras graciosas na cena. Ela é apresentada de uma forma idealizada, atípica das figuras femininas de Bruegel, geralmente terrenas e domésticas; embora a disposição básica da composição seja flamenga, a "composição austera e a grandiosidade das figuras fazem dela talvez a mais italianizada das pinturas de Bruegel".
O pintor coloca a mulher no centro da composição, com uma expressão humilde enquanto olha para baixo, cercada por um grupo compacto de espectadores que estão em grande parte na sombra, e à direita estão os fariseus, incluindo um que está inclinado grotescamente (o seu rosto aturdido faz lembrar o Retrato de Velha Camponesa), enquanto Jesus está curvado a escrever nos degraus do templo a sua resposta. A iluminação diferenciada destaca os protagonistas dos que assistem (incluindo o grupo dos apóstolos, à esquerda e atrás de Jesus).

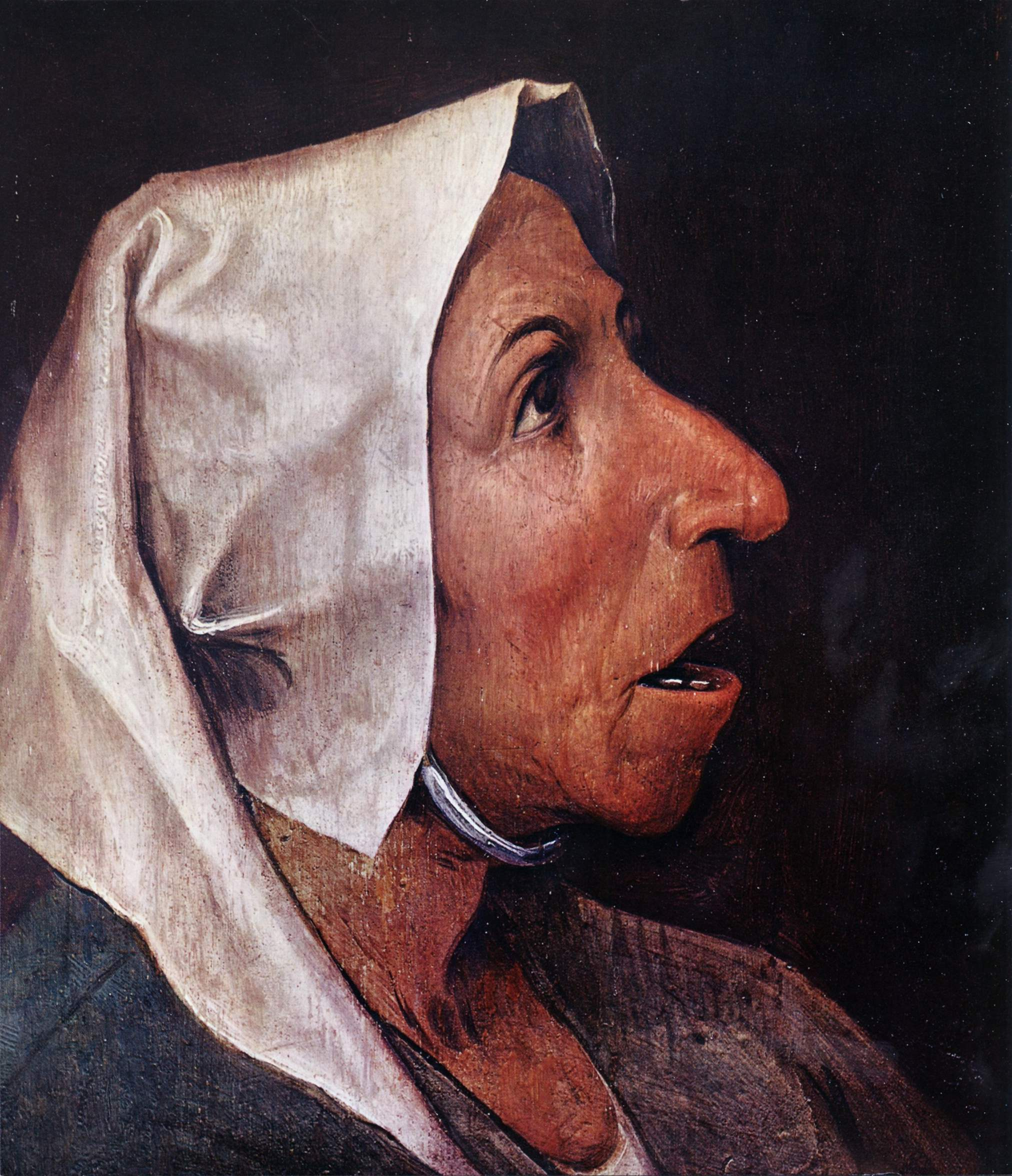
Retrato de Velha Camponesa (1563), Pieter Bruegel, Antiga Pinacoteca, Munique

O artista preocupou-se unicamente com a representação dos personagens sem desenvolver o enquadramento espacial, de acordo com um estilo italiano de composição. Grossmann colocou a hipótese de Bruegel se ter inspirado para a monumentalidade das figuras nas tapeçarias com base nos Cartões de Rafael que ao tempo se encontravam a ser tecidas em Bruxelas.
Grisaille, ou a pintura em tons de cinza, era tradicionalmente usada para decorar a parte externa dos painéis dobráveis dos retábulos de altar. Bruegel usou a técnica neste caso numa obra que vale por si mesma, numa exibição primorosa de habilidade, para ser guardada como obra valiosa de um colecionador particular.

## História
A pintura não foi vendida pelo artista, e parece ter sido a única herdada pelo seu filho Jan Brueghel, o Velho. A obra foi vendida pela família no século XVII, aparentemente por Jan Brueghel, o Jovem, e esteve em Inglaterra durante o século XVIII, tendo sido vendida na Christie's em 1834 e de novo em 1952 quando foi comprada pelo coleccionador e historiador da arte Antoine Seilern, cuja coleção foi doada ao Courtauld Institut of Art em 1978.  A obra foi depois roubada da Galeria Courtauld em 2 de Fevereiro de 1982, mas pelo seu valor e fama, não foi possível aos ladrões venderem-na publicamente, e apenas voltou de novo à Courthauld em 1992 quando foi recuperada pela polícia britânica. Nesse intervalo de dez anos, é provável que a obra tenha servido como valor de caução para transações entre criminosos.

## Influência cultural
Paul Perret, a quem aparentemente emprestaram a pintura de Bruegel para o efeito, face à semelhança das duas obras e às mossas ao longo dos lados do original para prender o dispositivo de cópia, publicou uma gravura em 1579.
Existem outras cópias, sendo algumas atribuidas aos filhos de Bruegel, feitas provavelmente após a gravura de Perret. O original da pintura ainda foi emprestada ao cardeal Federico Borromeo para ser copiada, sendo o resultado talvez a versão de cerca de 1625 e que está actualmente na Accademia Carrara em Bergamo. Existe também uma versão atribuida ao filho homónimo de Pieter Breuegel, Pieter Bruegel, o Jovem, de cerca de 1600, e que está no Museu de Arte da Filadélfia.

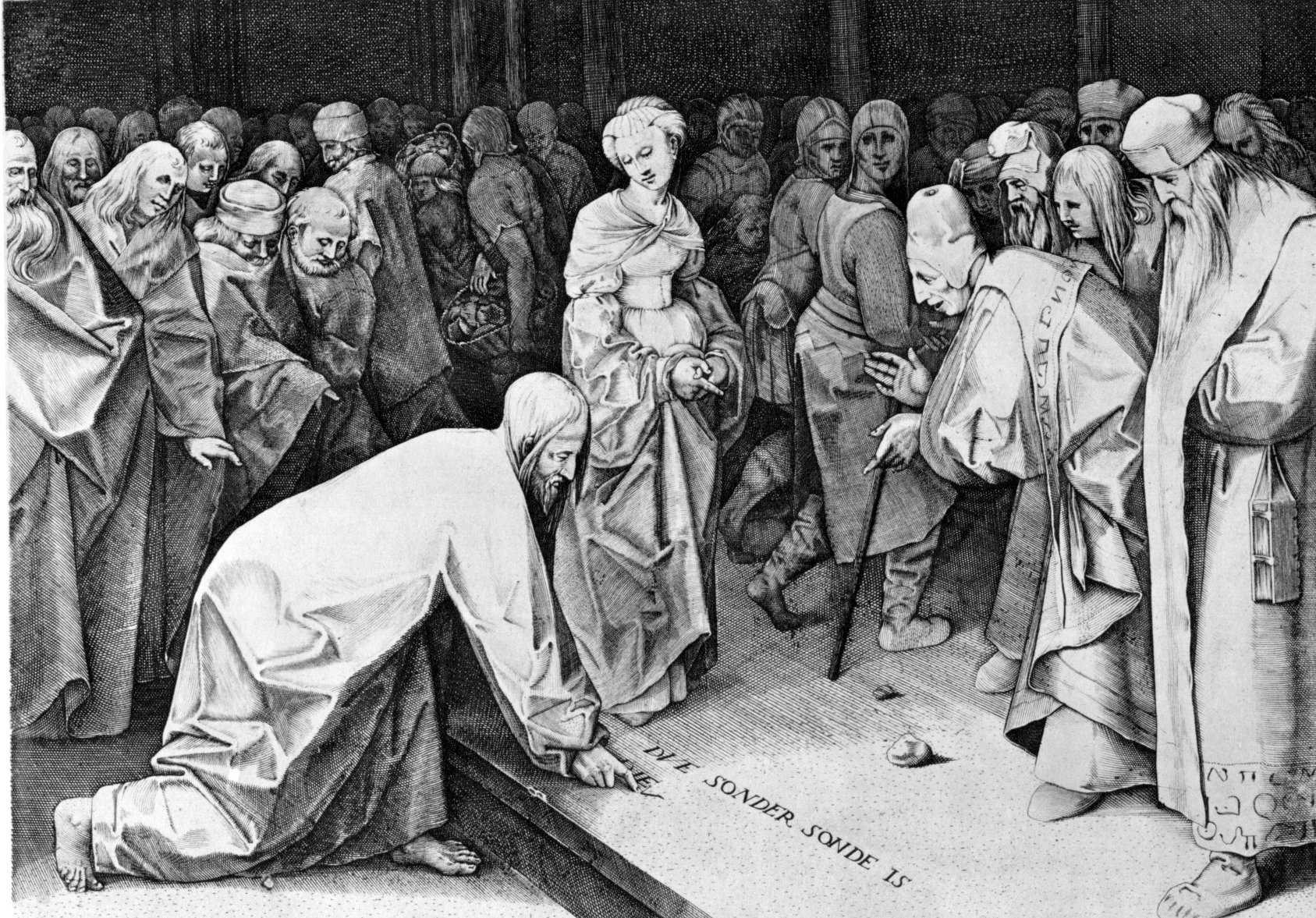
Gravura de Paul Perret de 1579
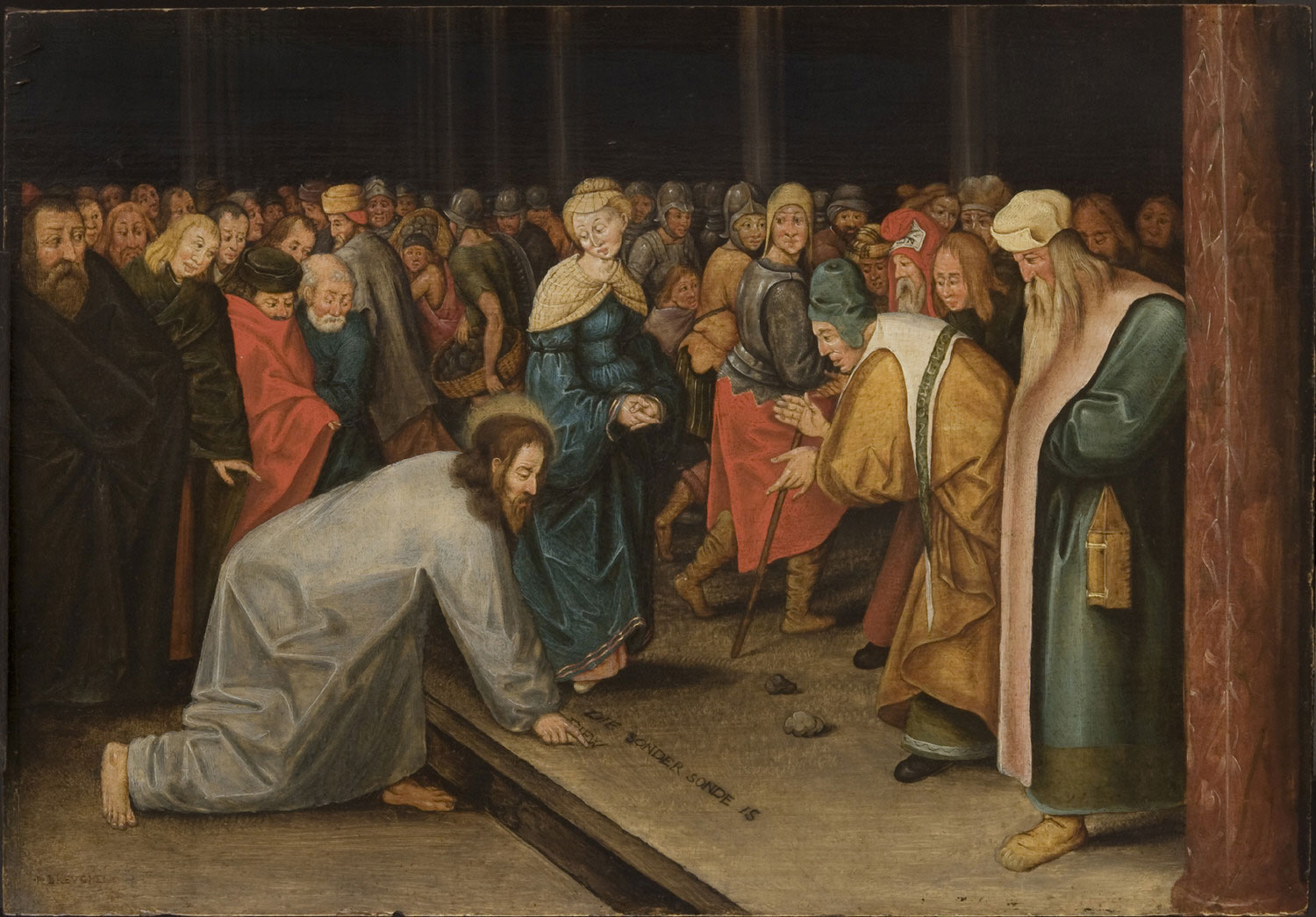
Pintura a óleo sobre madeira de Pieter Bruegel, o Jovem de cerca de 1600.